# Kazutaka Sato
Kazutaka Sato (japanisch 佐藤 和隆 Sato Kazutaka; * 20. Dezember 1998 in der Präfektur Kumamoto) ist ein japanischer Fußballspieler.

## Karriere
Kazutaka Sato stand bis Februar 2023 beim albanischen Zweitligisten KS Shkumbini Peqin unter Vertrag. Im März 2023 schloss er sich in der Mongolei dem Erstligisten Khangarid FC an. Ende Februar 2024 zog es ihn wieder nach Europa. Hier unterschrieb er in Bosnien und Herzegowina einen Vertrag beim Zweitligisten FK Borac Kozarska Dubica. Für den Verein bestritt er elf Ligaspiele. Nach sechs Monaten ging er im August 2024 nach Thailand, wo er in Chat Trakan einen Vertrag beim Drittligisten Chattrakan City FC unterschrieb. Der Verein spielte in der Northern Region der Liga. Nach einer Spielzeit, in der er 17 Ligaspiele bestritt, wechselte er im Sommer 2025 zum Erstligaabsteiger Nakhon Pathom United FC. Sein Zweitligadebüt gab Kazutaka Sato am 16. August 2025 (1. Spieltag) im Heimspiel gegen den Phrae United FC. Bei der 0:1-Heimniederlage stand er in der Startelf und wurde in der 90.+4' Minute gegen Sunchai Chaolaokhwan ausgewechselt.